# Canton de Saint-Dizier-1
Le canton de Saint-Dizier-1 est une circonscription électorale française du département de la Haute-Marne.

## Histoire
Un nouveau découpage territorial de la Haute-Marne entre en vigueur à l'occasion des élections départementales de 2015. Il est défini par le décret du 17 février 2014, en application des lois du 17 mai 2013 (loi organique 2013-402 et loi 2013-403). Les conseillers départementaux sont, à compter de ces élections, élus au scrutin majoritaire binominal mixte. Les électeurs de chaque canton élisent au Conseil départemental, nouvelle appellation du Conseil général, deux membres de sexe différent, qui se présentent en binôme de candidats. Les conseillers départementaux sont élus pour 6 ans au scrutin binominal majoritaire à deux tours, l'accès au second tour nécessitant 12,5 % des inscrits au 1er tour. En outre la totalité des conseillers départementaux est renouvelée. Ce nouveau mode de scrutin nécessite un redécoupage des cantons dont le nombre est divisé par deux avec arrondi à l'unité impaire supérieure si ce nombre n'est pas entier impair, assorti de conditions de seuils minimaux. Dans la Haute-Marne, le nombre de cantons passe ainsi de 32 à 17.
Le canton de Saint-Dizier-1 est formé de communes des anciens cantons de Wassy (2 communes) et de Saint-Dizier-Ouest (8 communes) et d'une fraction de la commune de Saint-Dizier. Il est entièrement inclus dans l'arrondissement de Saint-Dizier. Le bureau centralisateur est situé à Saint-Dizier.

## Représentation
| Période élective | Période élective | Mandat | Mandat   | Identité                | Nuance | Nuance | Qualité                                                                            |
| ---------------- | ---------------- | ------ | -------- | ----------------------- | ------ | ------ | ---------------------------------------------------------------------------------- |
| 2015             | 2021             | 2015   | 2021     | Luc Hispart             |        | DVD    | Retraité des transports Maire délégué de Braucourt                                 |
| 2015             | 2021             | 2015   | 2021     | Laurence Robert-Dehault |        | FN     | Hypnothérapeute, Louvemont                                                         |
| 2021             | 2028             | 2021   | en cours | Michel Karakula         |        | RN     | Retraité de la Police nationale                                                    |
| 2021             | 2028             | 2021   | en cours | Laurence Robert-Dehault |        | RN     | Conseillère sortante Référente départementale du RN, Louvemont Députée depuis 2022 |

### Résultats détaillés

#### Élections de mars 2015
À l'issue du 1er tour des élections départementales de 2015, deux binômes sont en ballottage : Luc Hispart et Laurence Robert-Dehault (FN, 47,2 %) et Ghislaine Delorme et Franck Raimbault (DVD, 28,19 %). Le taux de participation est de 50,65 % (4 752 votants sur 9 382 inscrits) contre 52,92 % au niveau départemental et 50,17 % au niveau national.
Au second tour, Luc Hispart et Laurence Robert-Dehault (FN) sont élus avec 52,25 % des suffrages exprimés et un taux de participation de 50,89 % (2 261 voix pour 4 774 votants et 9 381 inscrits).
Luc Hispart, ancien FN, siège comme indépendant.

#### Élections de juin 2021
Le premier tour des élections départementales de 2021 est marqué par un très faible taux de participation (33,26 % au niveau national). Dans le canton de Saint-Dizier-1, ce taux de participation est de 28,02 % (2 530 votants sur 9 030 inscrits) contre 36,26 % au niveau départemental. À l'issue de ce premier tour, deux binômes sont en ballottage : Michel Karakula et Laurence Robert-Dehault (RN, 42,55 %) et Éric Bonnemains et Véronique Varnier (LR, 27,93 %).
Le second tour des élections est marqué une nouvelle fois par une abstention massive équivalente au premier tour. Les taux de participation sont de 34,36 % au niveau national, 36,14 % dans le département et 29,85 % dans le canton de Saint-Dizier-1. Michel Karakula et Laurence Robert-Dehault (RN) sont élus avec 50,08 % des suffrages exprimés (1 263 voix pour 2 696 votants et 9 031 inscrits),,.

## Composition
| Nom                                  | Code Insee | Intercommunalité               | Superficie (km2) | Population (dernière pop. légale)               | Densité (hab./km2) | Modifier                                    |
| ------------------------------------ | ---------- | ------------------------------ | ---------------- | ----------------------------------------------- | ------------------ | ------------------------------------------- |
| Saint-Dizier (bureau centralisateur) | 52448      | CA Saint-Dizier, Der et Blaise | 47,69            | Fraction : 4 974 (2022) Commune : 22 811 (2022) | 478                | modifier les données · modifier les données |
| Allichamps                           | 52006      | CA Saint-Dizier, Der et Blaise | 2,74             | 362 (2022)                                      | 132                | modifier les données · modifier les données |
| Éclaron-Braucourt-Sainte-Livière     | 52182      | CA Saint-Dizier, Der et Blaise | 54,24            | 2 011 (2022)                                    | 37                 | modifier les données · modifier les données |
| Hallignicourt                        | 52235      | CA Saint-Dizier, Der et Blaise | 11,86            | 241 (2022)                                      | 20                 | modifier les données · modifier les données |
| Humbécourt                           | 52244      | CA Saint-Dizier, Der et Blaise | 20,84            | 755 (2022)                                      | 36                 | modifier les données · modifier les données |
| Laneuville-au-Pont                   | 52267      | CA Saint-Dizier, Der et Blaise | 4,09             | 233 (2022)                                      | 57                 | modifier les données · modifier les données |
| Louvemont                            | 52294      | CA Saint-Dizier, Der et Blaise | 20,98            | 697 (2022)                                      | 33                 | modifier les données · modifier les données |
| Moëslains                            | 52327      | CA Saint-Dizier, Der et Blaise | 1,62             | 461 (2022)                                      | 285                | modifier les données · modifier les données |
| Perthes                              | 52386      | CA Saint-Dizier, Der et Blaise | 13,08            | 517 (2022)                                      | 40                 | modifier les données · modifier les données |
| Valcourt                             | 52500      | CA Saint-Dizier, Der et Blaise | 3,77             | 608 (2022)                                      | 161                | modifier les données · modifier les données |
| Villiers-en-Lieu                     | 52534      | CA Saint-Dizier, Der et Blaise | 12,90            | 1 477 (2022)                                    | 114                | modifier les données · modifier les données |
| Canton de Saint-Dizier-1             | 5213       |                                |                  | 12 336 (2022)                                   |                    | modifier les données                        |

Le canton de Saint-Dizier-1 comprend :
1. dix communes entières,
2. la partie de la commune de Saint-Dizier située à l'ouest d'une ligne définie par l'axe des voies et limites suivantes : depuis la limite territoriale de la commune de Bettancourt-la-Ferrée, route de Bar-le-Duc, avenue du Général-Sarrail, avenue de Verdun, rue Berthelot, rue Ernest-Renan, rue Michelet, chemin du Closot, avenue de la République, ligne droite dans le prolongement de la rue Michelet jusqu'au cours de la Marne, cours de la Marne, chemin des Bonnettes, rue du Puits-Royau, rue Godard-Jeanson, rue Paul-Bert, cours de la Marne, ligne de chemin de fer, avenue Pierre-Bérégovoy, affluent de la Marne, clos Mortier, cours de la Marne, place Becquey, ligne de chemin de fer, jusqu'à la limite territoriale de la commune d'Ancerville.

## Démographie
En 2022, le canton comptait 12 336 habitants, en évolution de −0,54 % par rapport à 2016 (Haute-Marne : −4,62 %, France hors Mayotte : +2,11 %).
| 2013   | 2018   | 2022   |
| ------ | ------ | ------ |
| 12 356 | 12 330 | 12 336 |